# Jaani Peuhu

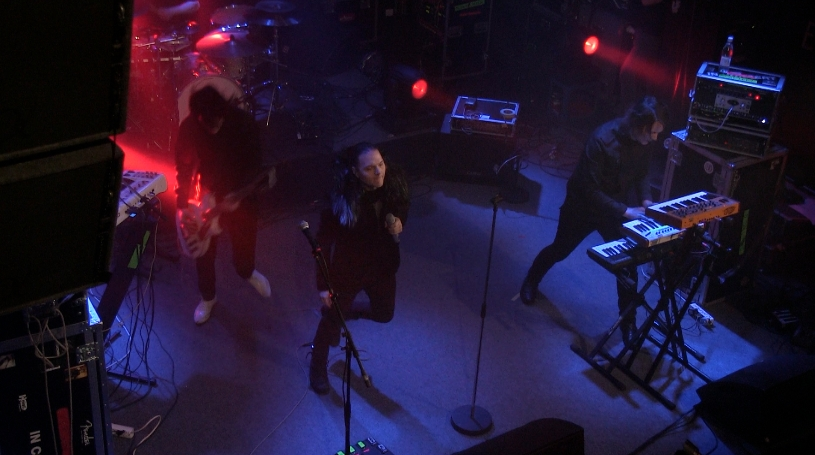
Jaani Peuhu/Iconcrash, Uuden Musiikin Kilpailu 2012

Jaani Peuhu (* 17. August 1978 in Anjalankoski) ist ein finnischer Musiker, Produzent und Songschreiber. Er ist der Gründer und Leadsänger der finnischen Band Iconcrash und arbeitet gegenwärtig an seinem ersten Soloalbum. Zurzeit lebt er in Helsinki, Finnland.

## Biografie
Jaani Peuhu wurde in Anjalankoski, Finnland, als Sohn von Kari Peuhu, einem Jazzmusiker, und Heli Ahoniitty, einer Fotografin, geboren. Im Alter von 7 Jahren begann er Klavier zu spielen, ein Jahr später lernte er Schlagzeug. Mit 13 Jahren gründete er seine erste Band mit dem Namen Chaosland. Ein Jahr später hatte er seinen ersten Auftritt in Ruovesi.
Jaani Peuhu spielte in verschiedenen Bands Schlagzeug, darunter Scarlet Youth, Varjo, Deadbabes, Myyt, Mary-Ann, Billy-Goats, Jalankulkuämpäri, Kinetic und Vuk.
Im Jahr 2004 startete er sein eigenes Band-Projekt, als er sein erstes Album als Sänger/Songschreiber unter dem Namen Iconcrash veröffentlichte. Jaani Peuhu hat außerdem als Produzent und Gastmusiker mit Künstlern wie Before the Dawn, Swallow The Sun, To/Die/For, Thunderstone, Wiidakko und Anna Eriksson zusammengearbeitet.
Seit Iconcrashs erstem Album Nude, das im Jahr 2005 veröffentlicht wurde, war er mit seiner Band in Großbritannien, Finnland, Russland, Deutschland, Italien, den Baltischen Staaten und den Vereinigten Staaten.
Im September 2012 ließ er verlauten, dass er derzeit in London und Helsinki an seinem Debüt-Soloalbum arbeite.

## Auszeichnungen
Iconcrashs Song We are the night schaffte es 2012 in das Finale des UMK (ESC). Im Jahr 2009 schrieb Jaani Peuhu gemeinsam mit Pauli Rantasalmi von der Band The Rasmus den Song 10.000 Light Years für die Band Kwan, die es damit in das Finale des Eurovision Song Contests in Finnland schaffte. 2022 war er Koproduzent von Lord of the Losts Blood & Glitter, dem deutschen Beitrag zum Eurovision Song Contest 2023.

## Diskografie
Mary-Ann
- 1998 MCD: Deeper Sin

Billy-Goats
- 1999 MCD: All These Fears

Jalankulkuämpäri
- 2002 CDS: TIP
- 2003 CDS: 9E
- 2007 Album: Koska Olen Hyvä Rouva

Deadbabes
- 2003 MCD: The Drug

Iconcrash
- 2003 Promo: Happy?
- 2004 Split-EP: Viola loves Iconcrash
- 2005 Album: Nude
- 2008 Soundtrack: Clive Barker's Midnight Meat Train
- 2008 Mama Trash 2 Compilation
- 2008 Soundtrack: Blackout
- 2009 Single: Strange, Strange Dark Star
- 2009 Single: Everlasting
- 2010 Single: Sleeper
- 2010 Album: Enochian Devices
- 2011 Single: Delete
- 2011 Single: Stockholm
- 2011 Album: Inkeroinen
- 2012 Single: We Are The Night
- 2012 Album: Inkeroinen (Special edition including: We Are The Night)

Viola
- 2004 Split-EP: Viola loves Iconcrash
- 2005 Album: Melancholydisco

Ratas
- 2001 MCD: Kuumaa Laavaa
- 2002 MCD: Ilmaa

Luomakunta
- 2002 Album: Alta

Before the Dawn
- 2000 Promo: To Desire
- 2001 MCD: Gehenna
- 2002 MCD: My Darkness
- 2003 Album: My Darkness
- 2004 Album: 4:14 am
- 2005 DVD: The First Chapter

Varjo
- 2000 CDS: Korvaamaton
- 2000 CDS: Maailmanpyörä
- 2000 Album: Kuka Korvaa Poistetun Sydämen
- 2001 Download Single: Tänä Kesänä
- 2003 Album: Paratiisissa
- 2009 Album: Ensinäytös 1997

Thunderstone
- 2009 Album: Dirt Metal

Swallow the Sun
- 2006 Album: Hope
- 2006 CDS: Don't Fall Asleep

Anna Eriksson
- 2007 Album: Ihode
- 2008 Album: Annan Vuodet

Scarlet Youth
- 2009 MCD: Breaking The Patterns
- 2010 Album: Goodbye Doesn't Mean I'm Gone

Kwan
- 2009 CDS: 10 000 Light Years

Black Sun Aeon
- 2009 MCD: Dirty Black Summer EP
- 2009 Album: Darkness Walks Beside Me
- 2010 Album: Routa
- 2011 Album: Blacklight Deliverance

Rain Diary
- 2010 Single: Lost

Grendel
- 2011 Album: Corrupt To The Core

Wiidakko
- 2011 Single: Seis seis seis
- 2011 Single: Odessa
- 2011 Album: Wiidakko (Release date: 30. November 2011)

Hevisaurus
- 2011 Album: Räyhällistä Joulua

To/Die/For
- 2011 Album: Samsara (Release date: 14. Dezember 2011)